# Zafra Lerman

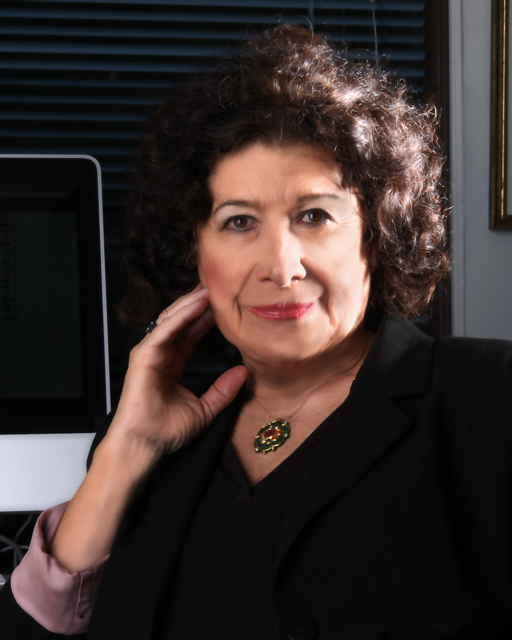
Zafra Lerman

Zafra Margolin Lerman (* 24. Januar 1937 in Haifa) ist eine US-amerikanische Chemikerin und Pädagogin.
Lerman studierte am Technion mit dem Bachelor-Abschluss 1960 und dem Master-Abschluss 1964 und wurde 1969 am Weizmann-Institut in Chemie promoviert. Sie entwickelte neuartige Curricula, um mit Hilfe der Künste (zum Beispiel Tanz) Naturwissenschaften auch an Studenten anderer Richtungen zu vermitteln und insbesondere an solche aus unterprivilegierten Schichten.  1977 wurde sie das erste Naturwissenschaftler Mitglied am Columbia College in Chicago (auf Kunst und Medien spezialisiert) und gründete dort 1981 die Abteilung Naturwissenschaft und Mathematik, der sie bis 1991 vorstand. Sie war dort Distinguished Professor. 1991 gründete sie dort das Science Institute, dem sie bis 2009 vorstand. 
Lerman ist Präsidentin der Malta Conferences Foundation, die mit Hilfe der Wissenschaften im Nahostkonflikt vermittelt. Die erste Konferenz fand 2003 in Malta statt.
Sie ist Mitglied der American Association for the Advancement of Science und erhielt 2015 deren Science Diplomacy Award. 2016 erhielt sie den Andrei Sakharov Prize.
1986 bis 2010 stand sie dem Subcommittee on Scientific Freedom and Human Rights der American Chemical Society vor. 2005 erhielt sie den Heinz R. Pagels Human Rights Award und 2010 den George C. Pimentel Award in Chemical Education der ACS, 2005 den Nyholm Prize for Education der Royal Society of Chemistry, 2002 den James Flack Norris Award und 2003 den Charles Lathrop Parsons Award der ACS.